# Макинтош (окръг, Северна Дакота)
Вижте пояснителната страница за други значения на Макинтош.
Окръг Макинтош (на английски: McIntosh County) е окръг в щата Северна Дакота, Съединени американски щати. Площта му е 2577 km², а населението - 2606 души (2017). Административен център е град Ашли.